# Dax
Dax é uma comuna francesa na região administrativa da Nova Aquitânia, no departamento Landes. Estende-se por uma área de 19,7 km². Em 2010 a comuna tinha 21 604 habitantes (densidade: 1 096,6 hab./km²). É uma estação termal muito popular.
No brasão da cidade de Dax figuram uma torre (representando a cidade fortificada), um leão (símbolo da Aquitânia) e o mar ondulado (representação do rio Adour, o porto fluvial e a atividade portuária muito ativa até o século XIX), assim como o antigo nome francês para a cidade, "ACQS", derivado do latim: "Civitas de Aqvis". O lema é "Regia Semper" ("Sempre real"), de uma cidade livre, que está apenas sob autoridade real e portanto, emancipada da tutela feudalista.[carece de fontes?]
Era conhecida como Aquênsio (em latim: Aquensium) ou Água dos Tarbelos (em latim: Aquis Tarbellicis) durante o período romano. O nome se tornará sucessivamente Acqs, d'Acqs e finalmente, Dax. Em Gascão, o nome da cidade é escrito Dacs. Os vizinhos bascos dão-lhe o nome de Akize, onde reconhecemos a raiz latina.[carece de fontes?]
Dax também é conhecida pelas touradas landesas e espanholas. Dax também é conhecida pelo rugby, um esporte coletivo do sul e do sudoeste, por excelência.[carece de fontes?]